# Венден (Зауерланд)
Венден (нім. Wenden) — комуна у Німеччині. Розташована у районі Ольпе округи Арнсберг федеральної землі Північний Рейн-Вестфалія. Населення становить 19528 особи (2011 рік). Займає площу 72,55 км².

## Населення
- 2004 рік — 19909 осіб, [2]
- 2006 рік — 19885 осіб, [2]
- 2008 рік — 20056 осіб, [2]
- 2010 рік — 19952 особи.

## Музей «Венденський металургійний завод»
У Вендені протягом 1728–1866 років знаходився металургійний завод. Сьогодні на його місці розташований музей «Вендер Хютте» — «Вендерський завод» (нім. Wendener Hütte). На території музею знаходиться 7 старовинних будівель, серед яких стайні для робочих коней, склад для сировини, доменна піч 19 століття, ливарня, кузня тощо. Крім того в музеї зберігається 699 архівних документів часів роботи заводу.

На території музею Wenderen Hütte
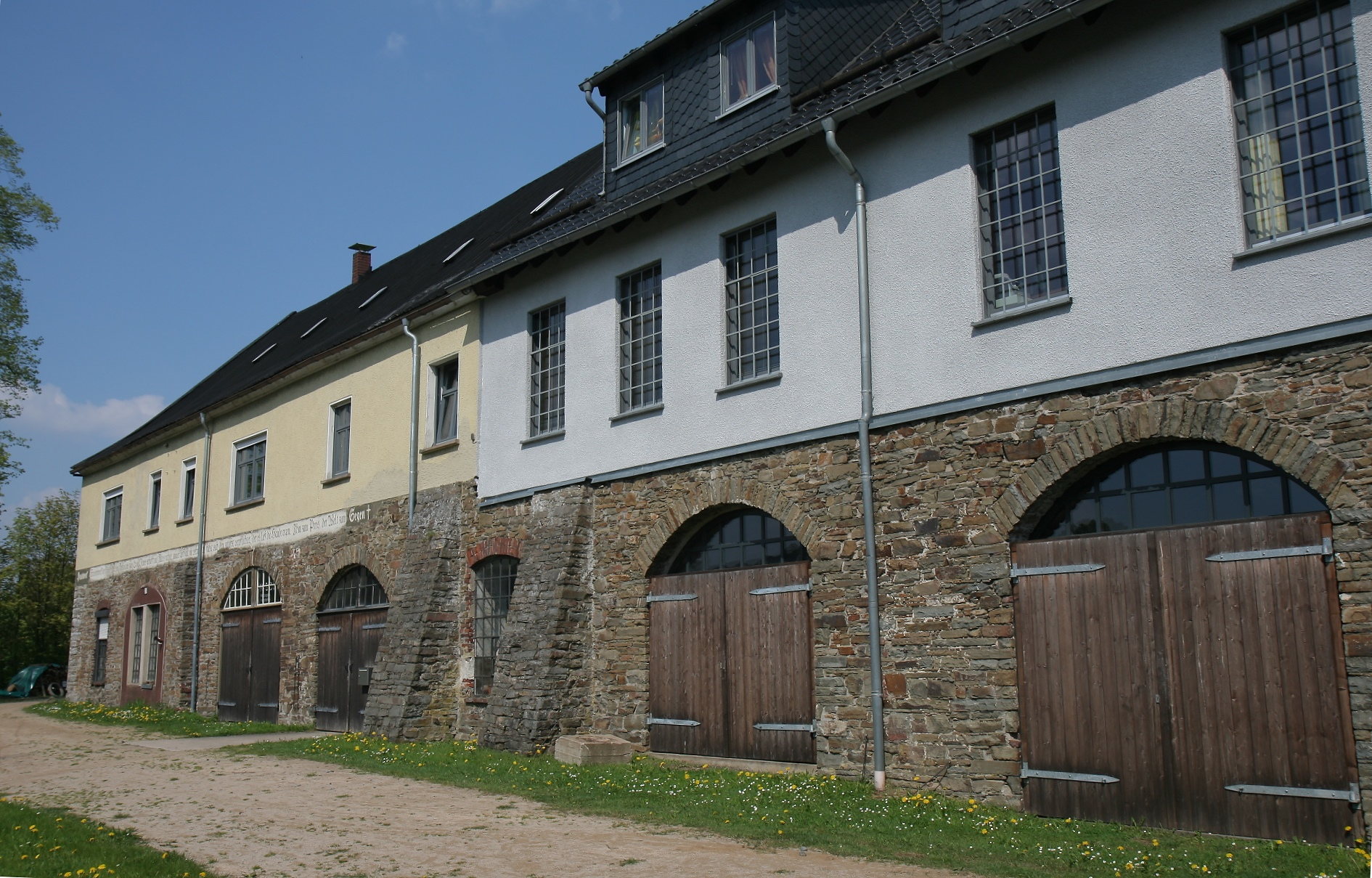
Приміщення складів сировини
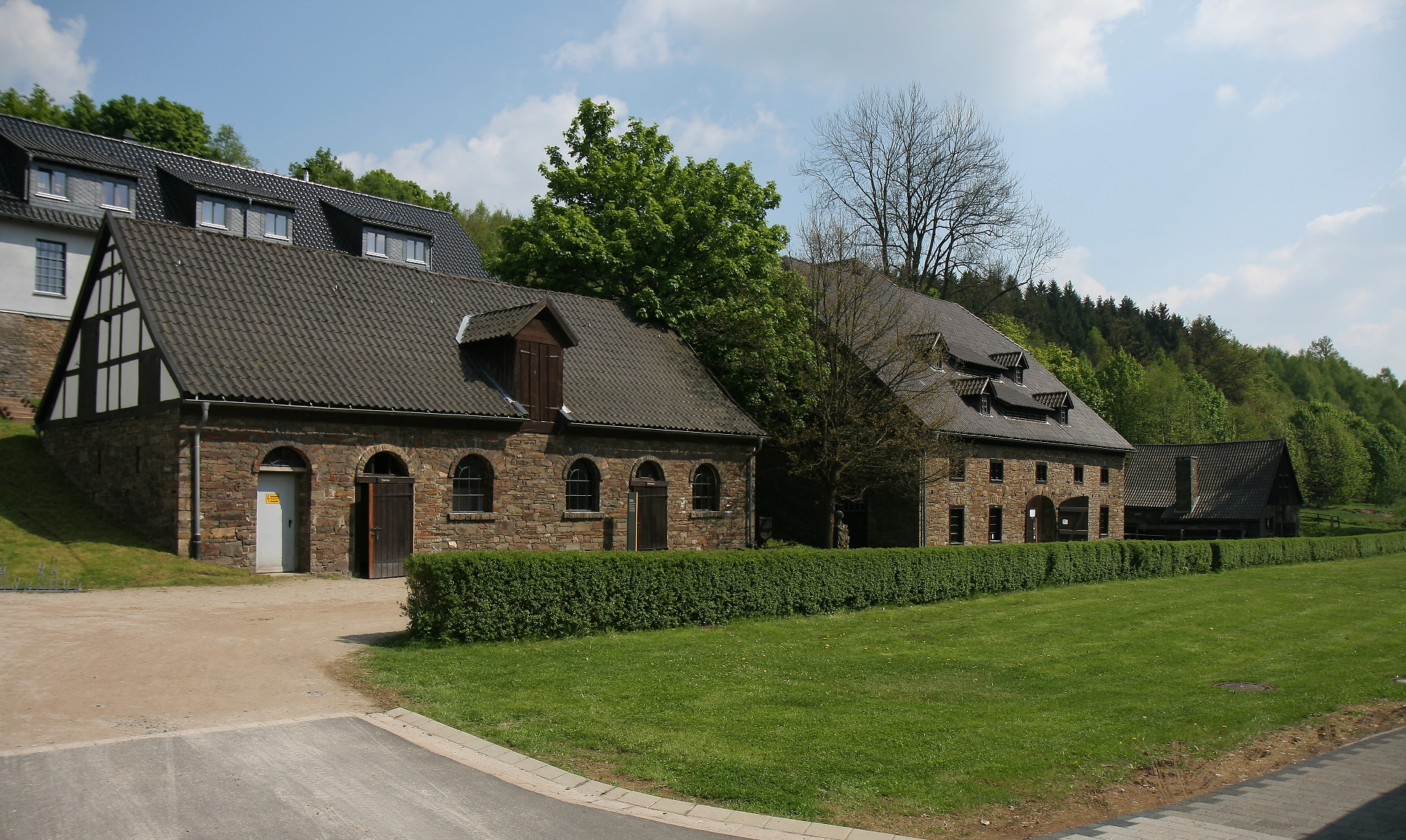
Стайня, ливарня, кузня
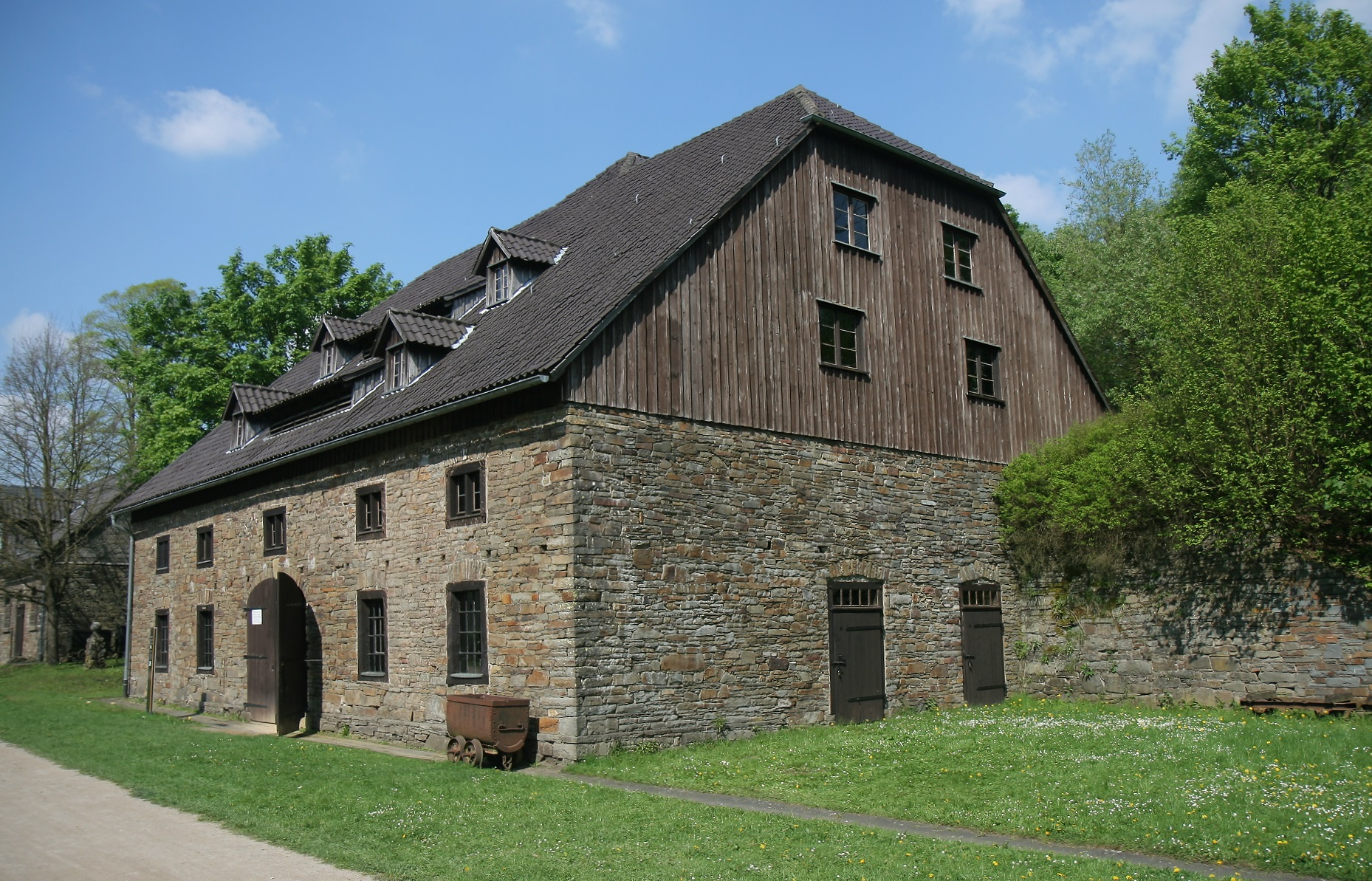
Ливарня
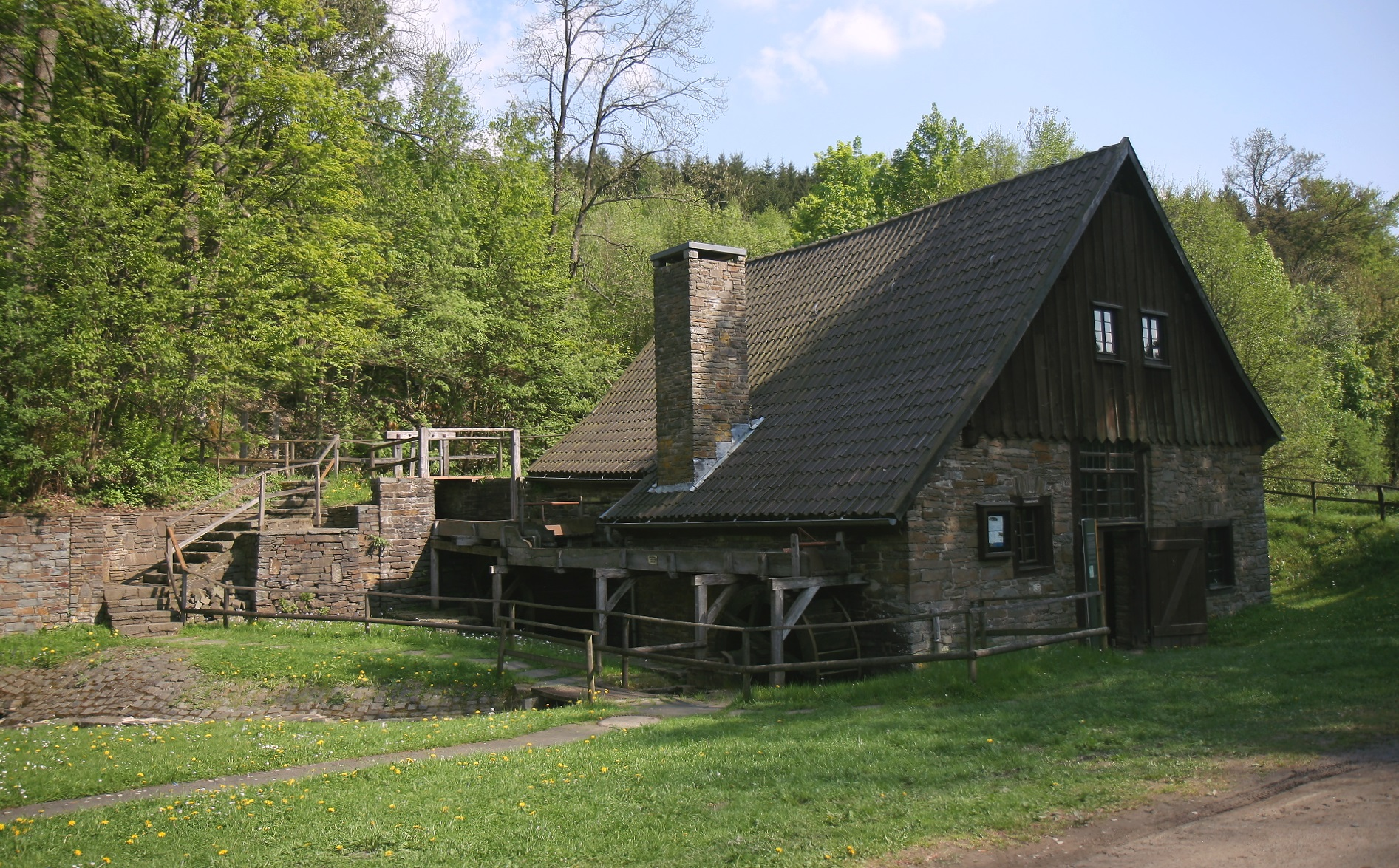
Кузня